# Jim Hall (Musiker)

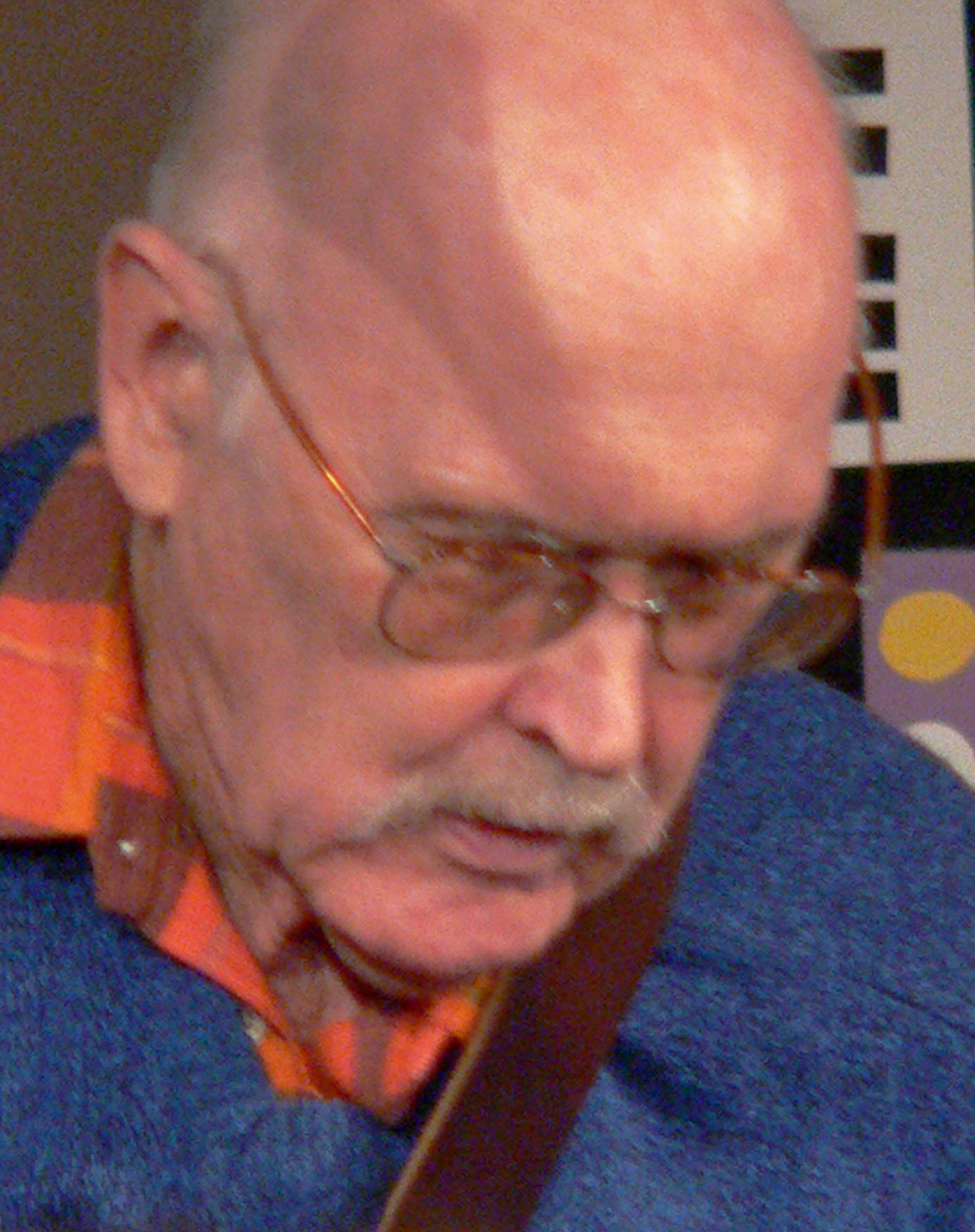
Jim Hall (2005)

James Stanley Hall (* 4. Dezember 1930 in Buffalo, New York; † 10. Dezember 2013 in New York City) war ein US-amerikanischer Gitarrist des Modern Jazz und Komponist. Mit seinem „konzentrierten, lyrischen Spiel“ jenseits der Blockakkorde und „dem klaren, warmen, bislang wohl natürlichsten“ Klang auf der elektrischen Gitarre ist „seine Bedeutung für die Entwicklung der Gitarre im Jazz mit der keines anderen Gitarristen seiner Generation vergleichbar“.

## Leben und Wirken
Hall lernte privat Gitarre; mit 13 Jahren spielte er in den Bars der Nachbarschaft in seiner Heimatstadt Cleveland, erhielt Unterricht durch Fred Sharp und studierte schließlich Musik am Cleveland Institute of Music. Nach Jobs in lokalen Bands verließ er die Schule und zog 1955 nach Los Angeles, wo er klassische Gitarre bei Vincente Gómez studierte und zunächst bei Bob Hardaway und Ken Hanna spielte, bevor er im Quintett von Chico Hamilton bekannt wurde, wo er 1955 Howard Roberts ersetzte. Von 1956 bis 1959 gehörte er dann zum Trio von Jimmy Giuffre, wo die Gitarre aus der Rhythmusfunktion und dem auf Blockakkorde konzentrierten Spiel gelöst wurde und weitgehende melodische Freiheiten genoss. Mit Giuffre spielte er 1958 auf dem Newport Jazz Festival. Hall unterrichtete 1957 bis 1959 auf den Sommerkursen der Lenox School of Jazz. 1959 arbeitete er in der Band von Ben Webster.
Zwischen 1960 und 1961 gehörte er zur Begleitband von Ella Fitzgerald und arbeitete außerdem in New York in Kleinformationen mit Lee Konitz. 1962 nahm er mit Bill Evans die Alben Undercurrent und Interplay auf, zwei vielbeachtete Platten. Die Zusammenarbeit mit Evans bezeichnete er im Interview als „geistiges Fest“ und lobte dessen Fähigkeit zur Struktur, insbesondere im Weglassen überflüssiger Akkorde. 1961/1962 war er Mitglied der Gruppe von Sonny Rollins und wirkte an dessen Alben What's New und The Bridge mit, bevor er ein Trio mit Tommy Flanagan und Percy Heath und ein Quartett mit Art Farmer gründete (Live at the Half Note 1963). Aus dieser Zeit existieren auch Aufnahmen mit Paul Desmond, Gerry Mulligan, Coleman Hawkins, Gunther Schuller und John Lewis.
1965 leitete er ein eigenes Trio (mit Red Mitchell und Colin Bailey), musste aber daneben einer Tätigkeit als Studiomusiker nachgehen. Daneben widmete er sich verstärkt der Lehrtätigkeit am Berklee College of Music. 1972 spielte er mit Ornette Coleman. Dann trat er vermehrt im Duo mit Ron Carter oder Oscar Peterson auf. Hall bestritt seit Anfang der 1980er-Jahre zahlreiche Solo-Auftritte. Weiterhin entstanden Aufnahmen mit Itzhak Perlman, George Shearing (First Edition, 1981) und Ron Carter (1982). Bei europäischen Festivals trat er im Duo mit Michel Petrucciani auf, das erweitert um Wayne Shorter das Album Power Of Three präsentierte. Daneben arbeitete er im Trio mit Steve LaSpina und wechselnden Schlagzeugern wie Akira Tana.
Seit 1999 spielte er regelmäßig im Duo mit Pat Metheny. Zu seinem regulären Trio (mit Scott Colley und Lewis Nash) holte er gelegentlich Gäste wie Joe Lovano, Greg Osby, Kenny Barron oder Slide Hampton. Im Projekt Jim Hall & Basses spielte er mit Scott Colley, Charlie Haden, Dave Holland, George Mraz und Christian McBride. 2008 sorgte er durch ein gemeinsames Album mit Bill Frisell (Hemispheres) für Aufsehen. Letzte Aufnahmen entstanden 2010, als er mit Greg Osby, Steve LaSpina und Joey Baron im Birdland gastierte (Live at Birdland). Im Bereich des Jazz war er laut Tom Lord zwischen 1955 und 2010 an 371 Aufnahmesessions beteiligt.
Hall, der bereits seit 1960 zum Third Stream beigetragen hat, fand erst nach Veröffentlichung der Alben Textures (1996) und By Arrangement (1998) die verdiente Anerkennung auch als Komponist und Arrangeur, unterstrichen 1997 durch den New York Jazz Critics Circle Award. Er hat zuletzt vermehrt großformatige Kompositionen geschrieben, darunter Peace Movement, ein Concerto für Gitarre und Symphonie Orchester, das anlässlich des First World Guitar Congress im Juni 2004 mit der Baltimore Symphony uraufgeführt wurde.
Hall hatte einen subtilen Umgang mit Harmonik und Technik sowie einen sehr sanften und durchdachten Umgang mit dem Klang seines Instrumentes. Er orientierte sich stilistisch vorrangig an Bläsern wie Zoot Sims und Sängern, so dass er insbesondere auf der elektrischen Gitarre einen singenden Ton kultivierte. Bedeutende Kollegen bezeichneten ihn zu Lebzeiten als größten lebenden Gitarristen des Jazz; Gitarristen wie John McLaughlin, Larry Coryell, John Scofield und Pat Metheny bezeichnen ihn als ihr Vorbild.
Hall war weiterhin der Autor vieler didaktischer Werke; das Berklee College, Boston, hat nach ihm einen Scholarship Fund benannt.
1998 erhielt er den hochdotierten Jazzpar-Preis. Er lebte mit seiner Frau, der Psychoanalytikerin Jane Hall, in Greenwich Village. Im Dezember 2013 verstarb Hall im Alter von 83 Jahren an Herzversagen.

## Diskografische Hinweise

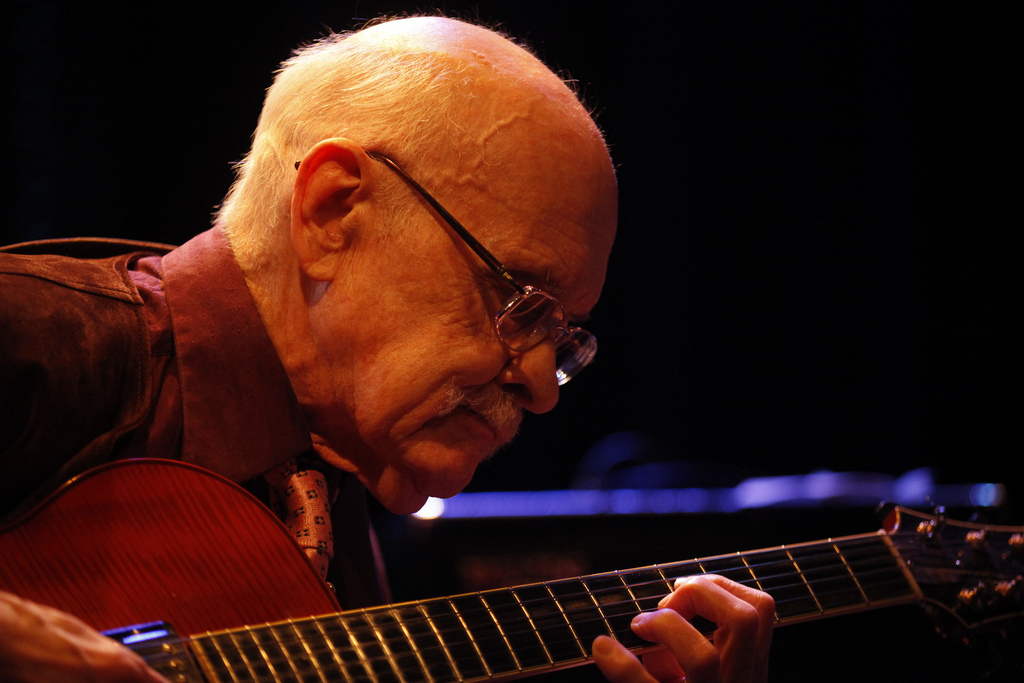
Jim Hall (2010)

- Undercurrent (Blue Note, 1962) mit Bill Evans
- Alone Together, 1972, Duo mit Ron Carter
- Concierto (CTI, 1975) mit Chet Baker, Paul Desmond, Sir Roland Hanna, Ron Carter, Steve Gadd
- Jim Hall live! (Horizon, 1975) mit Don Thompson, Terry Clarke
- Live at the North Sea Festival (Challenge, 1979) mit Bob Brookmeyer
- Dedications & Inspirations (Telarc, 1993) solo
- Textures (Telarc, 1996)
- JAZZPAR Quartet + 4 (Storyville, 1998) mit Chris Potter, Thomas Ovesen, Terry Clarke und dem Zapolski String Quartet
- Jim Hall & Pat Metheny (1999, DE: Gold (German Jazz Award))[9]
- Gland Slam: Live at the Regattabar (Telarc, 2000) mit Joe Lovano, Lewis Nash
- Jim Hall & Basses (Telarc, 2001) mit Charlie Haden, George Mraz, Dave Holland
- Uniquities Vol. 1 + 2 (ArtistShare, 2023), mit Scott Colley, Joey Baron
- Louis Stewart & Jim Hall: The Dublin Concert (2024)

## Schriften (Auswahl)
- Jim Hall: Exploring Jazz Guitar. Hal Leonard Publishing Corporation, 1990, ISBN 0-7935-0392-2.